# Пищаче
Пищаче (укр. Пищаче) — село в Подгайчиковской сельской общине Коломыйского района Ивано-Франковской области Украины.
Население по переписи 2001 года составляло 220 человек. Занимает площадь 1.666 км². Почтовый индекс — 78252. Телефонный код — 03433.